# Löwenkopfkaninchen

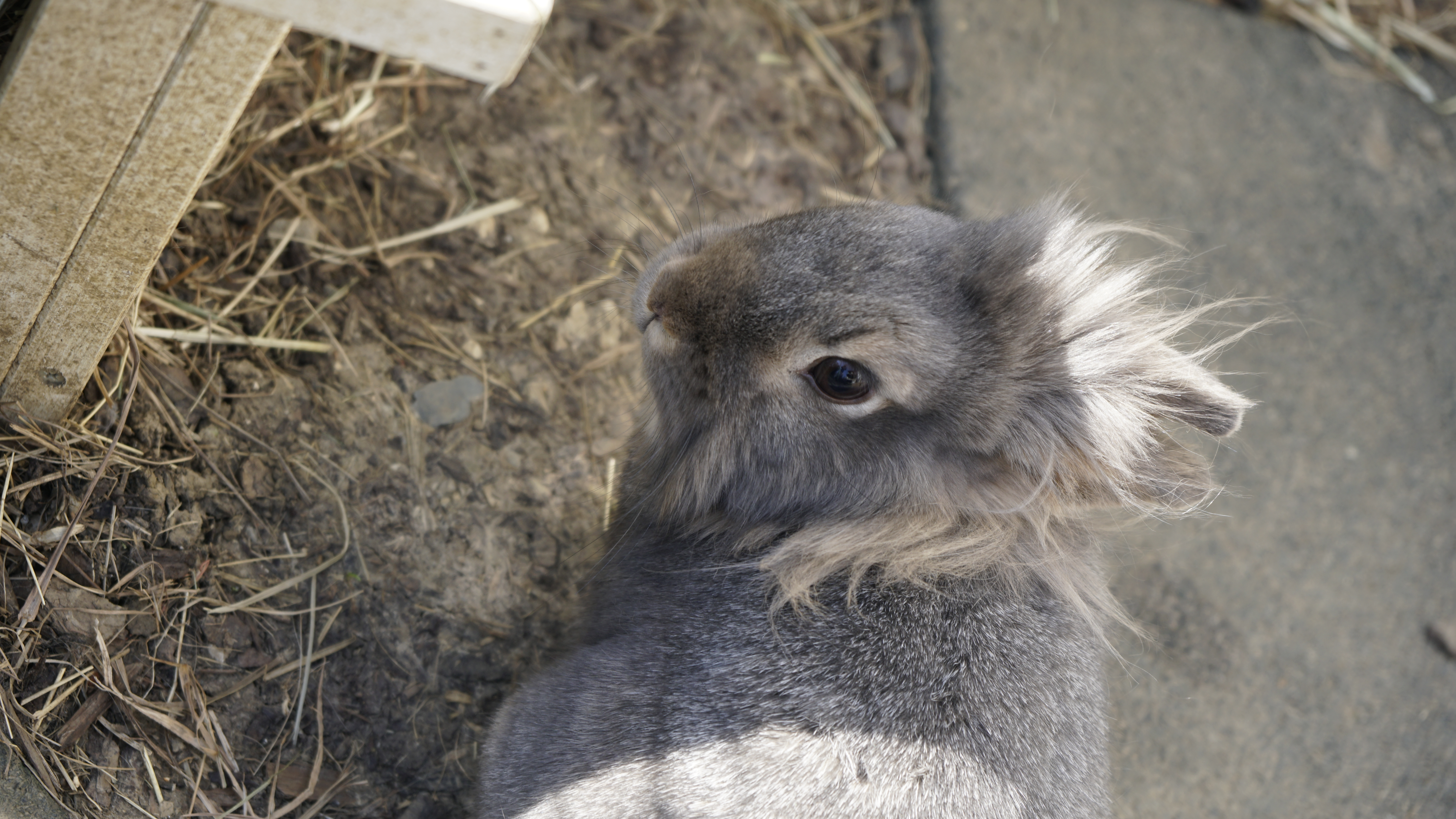
Löwenkopfkaninchen ; etwa 3 Jahre alt. Es hat Graues Fell ... sowie sitzt es neben seinem Häuschen in einem Garten

Das Löwenköpfchen (auch Löwenkopfkaninchen oder Löwenmähnenkaninchen) ist eine Zwergkaninchenrasse.
Die Tiere ähneln in Größe und Statur einem Farbenzwerg, haben jedoch eine lange Mähne am und um den Kopf sowie im hinteren Rumpfbereich. Weitere Merkmale sind kurze Stehohren und ein gedrungener Kopf.
Vom Zentralverband Deutscher Rasse-Kaninchenzüchter wurden sie zum 1. Oktober 2014 als Zwergkaninchen-Löwenkopf in den Standard aufgenommen, mittlerweile werden sie als Löwenköpfchen (Lk) geführt. Zugelassen sind die Farbenschläge weiß mit blauen Augen, rhönfarbig (birkenstammähnlich) und japanerfarbig (getigert). Sie sind den Langhaarrassen zugeordnet.
Anerkennung haben die Tiere außerdem im Vereinigten Königreich (2002), Dänemark, Finnland, Norwegen und in Schweden (2003) gefunden, in mehreren anderen Ländern, z. B. in den USA, läuft das Verfahren.